# رمل زيتا
رمل زيتا أو خربة قزازة، قرية فلسطينية مهجرة، تبعد 15 كيلومتر شمال غربي طولكرم. بُنيت القرية على رقعة أرض مستوية في السهل الساحلي الأوسط، تصلها بالطريق العام الساحلي طريق فرعية، وطريق ترابية بالطرق المجاورة. منازلها المبنية بالطين والحجارة والاسمنت تتفرّق من دون نمط مخصّص، كان معظمها مبنيًا وسط المزارع، بالإضافة لذلك، تحتوي القرية على بضعة منازل صغيرة تتفرق بين المنازل. تزوّد سكانها المياه للاستخدام المنزلي من الآبار، ويعمل معظمهم في تربية المواشي والزراعة التي كان معظمها بعليا وبعضها الأخر مرويا بمياه الآبار فقد كانت تقوم على الحبوب والخضروات والبطيخ في 1944 \ 1945 كان ما مجموعه 126 دونما مخصصاً للحمضيات والموز و12554 دونما للحبوب و27 دونما مرويا مستخدما للبساتين. في القسم الشرقي من ارضي القرية ثمة خربة تل الدروز التي هجرت أيام الانتداب البريطاني جراء التنازع في شان أراضي وادي الحوارث الواقعة في الجوار.

## احتلال القرية وتطهيرها عرقيًّا
اقرب القرى التي كان عنها معلومات موثوق بها، هي تلك التي وقعت ضحية عمليات «الهاغاناه» الأولى التي هدفت إلى «تطهير» المنطقة الساحلية الوسطى، أمّا قرية وادي الحوادث المجاورة، فهوجمت وأجبر السكان فيها على الرحيل في 15 آذار\ مارس 1948، بينما طرد سكان قرية عرب الفقراء في 10 نيسان\ أبريل بعد قرار قيادة «الهاغاناه» العامة بإخلاء القرية. ومن الجائز أن يكون سكان رمل زيتا هجروا في أوضاع مشابهة.

## القرية اليوم
تبرز الأنقاض الحجرية في أنحاء الموقع. في حين لم يبق من منازل القرية الأصلية الا اثنان. كما ينبت الصبار وشجر التوت، التين، الكينا والرمان في الموقع. بدورهم يزرع الإسرائيليون الخضروات والأشجار المثمرة في أراضي القرية.

## المستعمرات الإسرائيلية على أراضي القرية
تقوم مستعمرة «سدي يتسحاق» التي أسست في سنة 1952 على أراضي القرية، أما مدينة «حديرا» التي كانت في الأصل مستعمرة أسست في سنة 1890، تمددت بحيث بات بعض ضواحيها قائما الآن على أراضي القرية.